# Le Breuil (Rodano)
Le Breuil è un comune francese di 457 abitanti situato nel dipartimento del Rodano della regione Alvernia-Rodano-Alpi.

## Società

### Evoluzione demografica
Abitanti censiti